# Walter Wenger
Walter Wenger (ur. 20 grudnia 1911, zm. 14 stycznia 1990 w Steffisburgu) – szwajcarski zapaśnik walczący w stylu wolnym. Olimpijczyk z Londynu 1948, gdzie zajął dwunaste miejsce w kategorii do 57 kg.

## Letnie Igrzyska Olimpijskie 1948
| Konkurencja      | Rundy eliminacyjne   | Rundy eliminacyjne | Klas. końcowa |
| Konkurencja      | Przeciwnik I         | Przeciwnik II      | Miejsce       |
| ---------------- | -------------------- | ------------------ | ------------- |
| 57 kg styl wolny | Erik Persson (SWE) P | Nasuh Akar (TUR) P | 12.           |